# Kuňka bornejská
Kuňka bornejská (Barbourula kalimantanensis) je ohrožený druh žáby vyskytující se pouze na několika lokalitách ostrova Borneo. Byla považována za jedinou žábu bez plic – předpokládalo se, že dýchá pouze kůží – avšak výzkum muzejních exemplářů v roce 2024 odhalil přítomnost mikroskopických plic. Spolu s kuňkou pralesní utváří rod Barboulura. 

## Popis
Kuňka bornejská má výrazně zploštělé tělo a širokou hlavu se zaobleným čenichem. Největší pozorovaný jedinec měl délku 90 mm. Hřbet je vrásčitý, černohnědě mramorovaný. Plovací blány se nachází na předních i zadních končetinách.

## Způsob života a ekologie
Obývá chladné, svižné vodní toky s kamenitým dnem v nížinných deštných lesích. Vyžaduje čistou vodu s vysokým obsahem kyslíku. Je zcela adaptována na život ve vodě, kde se díky plovacím blánám a plochému tvaru těla dovede pohybovat i v rychle tekoucím proudu. Pozorovaní jedinci se většinou ukrývali pod kameny nebo se zdržovali na povrchu dna. Potravu tvoří různí bezobratlí, které loví ve vodě. Rozmnožování tohoto druhu není dostatečně prozkoumáno.

## Ohrožení
Jedná se o ohrožený druh, jehož stanoviště mizí důsledkem těžby dřeva a nelegální těžby zlata, která znečišťuje vodní toky a kontaminuje je rtutí. Kuňka bornejská je známa jen z několika lokalit, přičemž dvě z nich, včetně typové lokality, jsou již zničeny. Vzhledem k jejímu životu ve vzájemně propojených vodních tocích ale nelze vyloučit i výskyt na dalších místech.
Vzhledem k izolovanosti má kuňka bornejská velmi nízkou genetickou variabilitu. Zároveň se však předpokládá, že mohou existovat dosud neobjevené populace. Pro přežití druhu je nezbytné zachovat vodní toky v oblasti a okolní lesy.